# American Jewish Congress
Der  American Jewish Congress wurde im Dezember 1918 von Zionisten und jüdischen Einwanderungsorganisationen gegründet. Hintergrund der Gründung war der Wunsch, eigene Interessen in den Versailler Friedensverhandlungen vertreten zu können. Besonderen Einfluss gewann der AJC unter Rabbiner Stephen Samuel Wise.

## Der AJC im Kontext anderer jüdischer Organisationen
Um 1918 wurde die politische Führung in der jüdischen Gemeinde der Vereinigten Staaten von einer Elite deutsch-jüdischer Abstammung dominiert. Der AJC wurde auch gegründet, um auch anderen Teilen der jüdischen Gemeinde Einfluss zu ermöglichen.
Schon bald nach der Gründung kam es zu thematischen Überschneidungen mit der Zionist Organization of America. Das Problem wurde durch Aufteilung der bearbeiteten Themenbereiche gelöst.
Die Organisation ist nicht zu verwechseln mit dem American Jewish Committee oder dem American Jewish Council.

## In den 1930er Jahren
In den 1930er Jahren warnte Rabbi Wise, der Vorsitzende des AJC und engagierter Liberaler, lautstark vor den Gefahren des Nationalsozialismus. Als Adolf Hitler am 30. Januar 1933 zum deutschen Reichskanzler ernannt wurde, organisierte Wise eine Massenprotestkundgebung im Madison Square Garden in New York City.

## Bürgerrechtsbewegung
1956 erklärte Rabbiner Israel Goldstein, der damalige Präsident des American Jewish Congress, seine Unterstützung der Bürgerrechtsbewegung, indem er sagte, dass der AJC „gegen jedes Übel, das anderen Menschen angetan wird, mit der gleichen Überzeugung und Kraft vorgehen würde, als ob wir selbst die Opfer wären.“

## Bosnienkrieg
Henry Siegman, Präsident des American Jewish Congress, schrieb am 20. April 1993, in einem offenen Brief an Präsident Bill Clinton: „Wenn die Erinnerung an die Opfer des Holocausts uns nicht dazu bewegt, auf das Leid in Bosnien einzugehen, was für einen denkbaren Zweck dient Erinnern [dann]?“

## Heute
Der American Jewish Congress besteht bis heute. Er versteht sich im Wesentlichen als Lobbyorganisation für die Interessen des Staates Israel und die Bekämpfung von Antisemitismus. Er gibt Berichte zum Antisemitismus in den Vereinigten Staaten heraus und betreibt Öffentlichkeitsarbeit.